# 움마 (수메르)

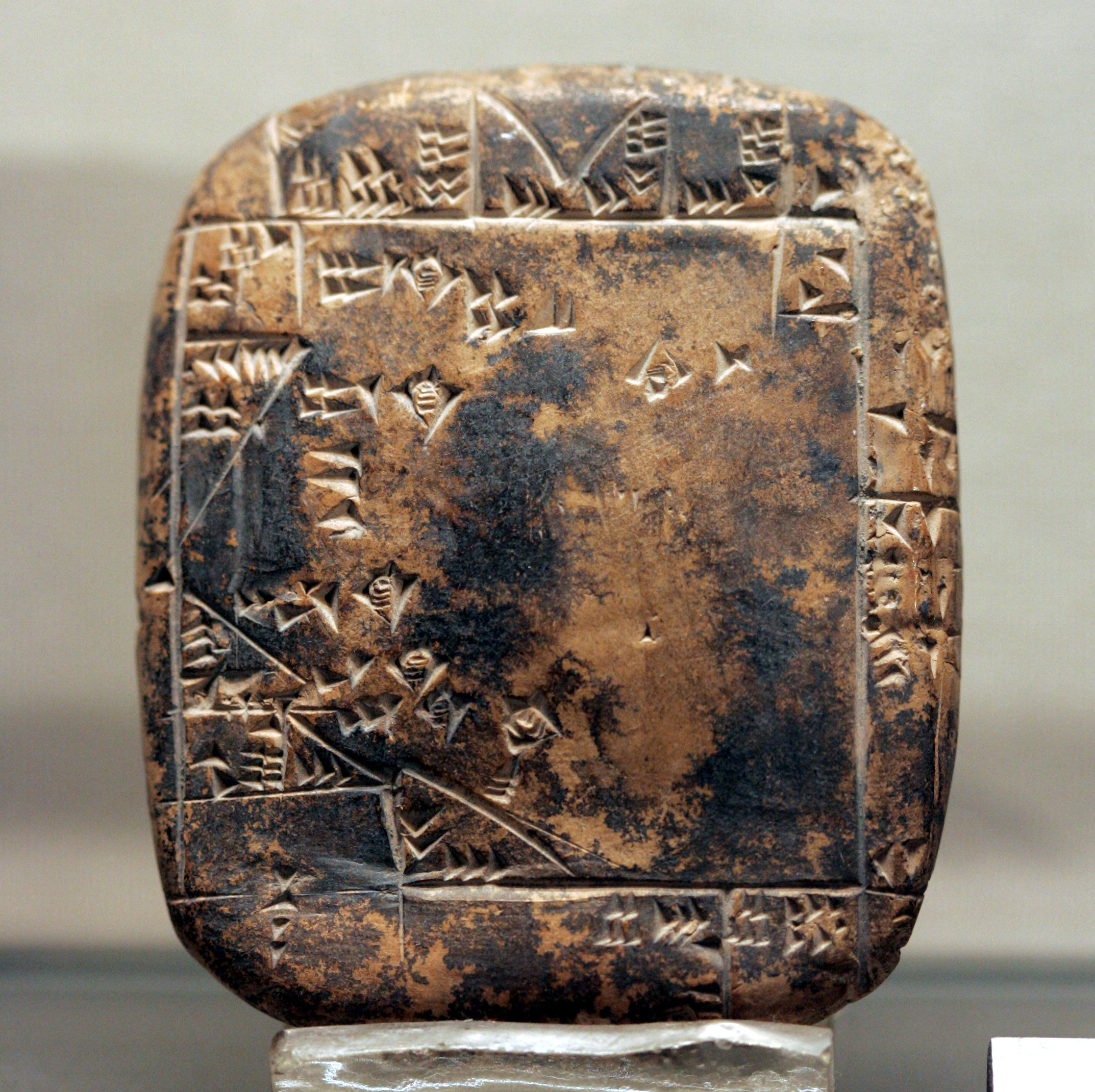

움마(현재의 텔 족하)는 라가시와의 오랜 국경 분쟁으로 잘 알려진 수메르의 고대 도시였다. 도시는 기원전 2350년 루갈자게시의 지배하에 그 절정기에 도달하였다. 슐기의 움마 달력은 바빌로니아 달력의 원본이다. 그리고 히브리 달력으로 이어진다.

## 같이 보기
- 바빌로니아 달력
- 아시리아 달력
- 율리우스력
- 그레고리력